# Castel Fiorentino
Castel Fiorentino ist eine seit Jahrhunderten unbewohnte Burg in der Capitanata, dem nördlichen Teil Apuliens; in ihr starb am 13. Dezember 1250 der römisch-deutsche König und Kaiser Friedrich II.
Ihre größte Bedeutung hatte die Burg – deren Lage es erlaubte, das umliegende Land zu kontrollieren – zwischen dem 11. und 13. Jahrhundert. Das Bauwerk steht auf einem befestigten länglichen Hügel, an dessen Ende sich ein normannischer Turm in der typischen Form eines Donjons befindet sowie ein Kastell, das ebenfalls normannischen Ursprungs ist, aber zu einer kaiserlichen Residenz umgebaut wurde.

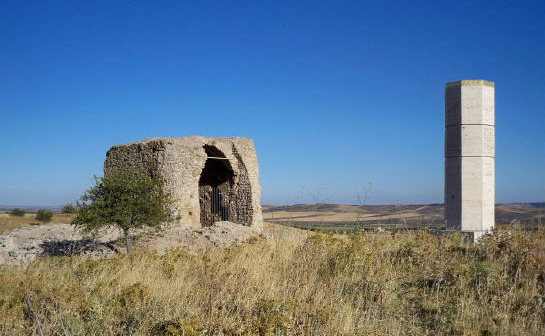
Stauferstele neben den Resten der Torre Fiorentina

Heute sind von der Burg nur noch Ruinen erhalten; archäologische Untersuchungen haben jedoch das Erdgeschoss des friderizianischen Palas ans Licht gebracht. Dieser war mit kostbarem Marmor wie beispielsweise in Lucera, im Castel del Monte oder der Residenz in Foggia geschmückt, mit skulptierten Dekorationen in hervorragender Machart, die aber über Jahrhunderte hinweg entfernt wurden, um die Kirche und Häuser des benachbarten Ortes Torremaggiore zu schmücken.
In den noch vorhandenen Ruinen befinden sich zwei kleine Kamine, Böden mit Fischgratpflasterung, verputztes Mauerwerk und Bögen mit Tonnen- und Kreuzgewölbe. Die Mauerstärke zeigt an, dass das Gebäude ein oder zwei Obergeschosse hatte. Dort müssen sich Fenster geöffnet haben, von denen einige dekorierte Fragmente wiederhergestellt werden konnten: lebensecht wirkende Hörner, kleine gewundene Säulen, Kapitelle.
Ein aus dem Kastell stammender Tisch dient heute als Hauptaltar der Kathedrale Santa Maria Assunta in Lucera.
In Gedenken an den hier verstorbenen Staufer-Kaiser Friedrich II. errichtete das Komitee der Stauferfreunde neben der Ruine eine Stauferstele, die am 750. Todestag des Kaisers – am 13. Dezember 2000 – enthüllt wurde.